# 마누엘 3세

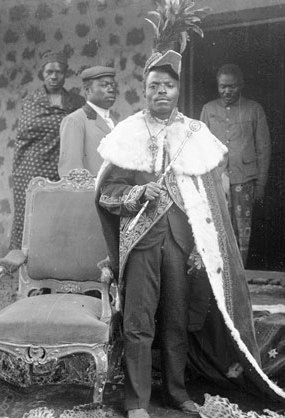
마누엘 3세

마누엘 3세(Manuel III)는 콩고 왕국의 마지막 마니콩고이며 포르투갈 제국의 봉신이다. 폐위된 이후의 콩고 왕국은 포르투갈령 서아프리카에 합병되었다.